# Приузенский
Приузенский — посёлок в Александрово-Гайском районе Саратовской области, в составе сельского поселения Александрово-Гайское муниципальное образование.
Население — 674 (2018)

## Физико-географическая характеристика
Посёлок расположен в степи, в пределах северной периферии Прикаспийской низменности, относящейся к Восточно-Европейской равнине, на правом берегу реки Большой Узень, на высоте около 20 метров над уровнем моря. Почвы — солонцы луговатые (полугидроморфные).
По автомобильным дорогам расстояние до районного центра села Александров Гай — 18 км, до областного центра города Саратов — 280 км.
Климат
Климат умеренный континентальный (согласно классификации климатов Кёппена — Dfa). Многолетняя норма осадков — 299 мм. Наибольшее количество осадков выпадает в июле — 31 мм, наименьшее в марте — 20 мм. Среднегодовая температура положительная и составляет + 6,4 °С, средняя температура самого холодного месяца февраля −11,5 °С, самого жаркого месяца июля +23,4 °С.

## История
Основан в 1930 году как посёлок конезавода № 95. Впоследствии посёлок центральной усадьбы совхоза «Новоузенский». Указом Президиума Верховного совета РСФСР от 19 октября 1984 года посёлку присвоено наименование Приузенский.
После муниципальной реформы посёлок являлся центром сельского поселения Приузенское муниципальное образование. Законом Саратовской области от 24 февраля 2016 года № 21-ЗСО, Приузенское муниципальное образование было упразднено, включено в состав Александрово-Гайского муниципального образования.

## Население
| 2002 |
| ---- |
| 734  |

| 2002 | 2010 | 2018 |
| ---- | ---- | ---- |
| 731  | ↘672 | ↗674 |

Национальный состав
Согласно результатам переписи 2002 года большинство населения составляли казахи (77 %).